# 아베 노부유키 (축구 선수)
아베 노부유키(일본어: 阿部 伸行, 1984년 4월 27일 ~ )는 일본의 전 축구 선수이다.

## 구단 경력
그는 2007년부터 2022년까지 J리그의 FC 도쿄, 쇼난 벨마레, 기라반츠 기타큐슈, AC 나가노 파르세이루, 이와테 그루자 모리오카에서 활동하였다.